# 十川誠志
十川誠志（日语：／ Sogo Masashi，1962年—），日本男編劇、漫畫原作者。出身於埼玉縣。

## 來歷、人物
十川誠志畢業於法政大學文學院日本文學系。他在視頻製作公司擔任動畫的製作進行後，作為編劇首次亮相。剛成為編劇時，主要為《網球王子》、《BLEACH》、《甜心戰士F》等動畫作品撰寫劇本。根據作品的不同，他也為《FAIRY TAIL魔導少年》負責劇本統籌總計約5年半，從2003年開始，他還為電視動畫《神奇寶貝超世代》、《神奇寶貝鑽石&珍珠》撰寫劇本。
此外，他也為真人電影撰寫劇本，例如2005年上映的《交涉人 真下正義》和2007年上映的《人中之龍 劇場版》。

## 參加作品
粗體字表示劇本統籌作品。

### 動畫

#### 電視動畫
1995年
- 鬼神童子ZENKI（編劇）

1997年
- 甜心戰士F（編劇）
- 逮捕令（編劇）

1998年
- 浪客劍心 (1996年版)（編劇）
- SHADOW SKILL -影技-（編劇）

1999年
- 徽章戰士（—2000年，編劇）
- 和爸爸跳舞吧（日语：パパと踊ろう）（編劇）
- 麻辣教師GTO[1]（—2000年，編劇）
- 仙界傳 封神演義（編劇）
- 日本第一的男兒魂（日语：日本一の男の魂）（編劇）
- 伊甸少年（編劇）
- HUNTER×HUNTER (1999年版)（—2001年，編劇）

2000年
- 學校怪談（—2001年，編劇）
- 遊☆戲☆王 怪獸之決鬥（編劇）
- 人造人基凱達 THE ANIMATION（日语：人造人間キカイダー THE ANIMATION）（編劇）

2001年
- 刃牙（編劇）
- 網球王子[注 1][2]（—2003年，編劇）
- 聖石小子（編劇）

2002年
- 東京喵喵（—2003年，編劇）
- 鬼眼狂刀KYO（編劇）
- 銀河戰警（編劇）
- 驚爆危機！（編劇）

2003年
- 神奇寶貝超世代（—2006年，編劇）
- E'S OTHERWISE（編劇）
- 烏龍派出所（編劇）
- 貯金大冒險（—2004年，編劇）

2004年
- 阿嘉莎·克莉絲蒂的名偵探白羅與瑪波（—2005年，編劇）
- 爆裂天使（編劇）
- 殺戮都市（編劇）
- BLEACH[注 2]（—2009年，編劇）

2005年
- 真相之眼[注 3][3]（編劇）
- 雪之女王[4]（編劇）

2006年
- 神奇寶貝鑽石&珍珠（—2010年，編劇）

2007年
- 火箭女孩（編劇）

2009年
- FAIRY TAIL魔導少年（—2019年，編劇）

2010年
- 閃電十一人

2012年
- 來自新世界[5]（—2013年，編劇）

2014年
- Dragon Collection（日语：ドラゴンコレクション）[注 4]（—2015年，編劇）

2015年
- 緋彈的亞莉亞AA（編劇）

2016年
- 少年阿貝GO！GO！小芝麻（日语：少年アシベ）[注 5]（—2019年，編劇）
- 聖戰刻耳柏洛斯 龍刻的災禍（編劇）

2018年
- 索斯機械獸WILD（—2019年，編劇）

2020年
- 數碼寶貝大冒險：（—2021年，編劇）
- 池袋西口公園（編劇）

2021年
- 數碼寶貝幽靈遊戲（—2023年，編劇）

2024年
- FAIRY TAIL魔導少年 百年任務（編劇）

#### 電影動畫
1999年
- 逮捕令 the MOVIE（編劇[6]）

2006年
- 劇場版 BLEACH MEMORIES OF NOBODY（編劇）

2010年
- 劇場版 破刃之劍（編劇）

2012年
- 劇場版 魔導少年：鳳凰巫女（編劇）

#### OVA
1989年
- 手天童子（編劇）

1991年
- 穴光假面（編劇）

1992年
- D-1 DEVASTATOR（日语：D-1 DEVASTATOR）（編劇）

1994年
- 火星（日语：マーズ (漫画)）（編劇）
- 御宅星座（日语：おたくの星座）（編劇）

1996年
- 忍者龜 超人傳說篇（編劇）

1999年
- 浪客劍心 追憶篇（編劇）

2002年
- 戰鬥妖精雪風（—2005年，構成[注 6]、編劇）

2004年
- BLEACH Memories in the rain（編劇）

2005年
- BLEACH The sealed sword frenzy（編劇）

2019年
- 最終幻想XV EPISODE ARDYN -PROLOGUE-（編劇）

### 真人電影
2005年
- 交涉人 真下正義（日语：交渉人 真下正義）（編劇[注 7]）

2007年
- 人中之龍 劇場版（編劇）

2008年
- SS（日语：SS (漫画)#実写映画版）（編劇）
- 少林少女（編劇[注 8]）

2009年
- 小雙俠（日语：ヤッターマン (映画)）（編劇）

2011年
- 烏龍派出所 THE MOVIE ～封鎖勝鬨橋！～（編劇[注 9]）

### 電視劇
2000年
- 庶務二課 (第2系列)（編劇）

2001年
- 愛當女主播（日语：女子アナ。）（編劇）

2002年
- 庶務二課FINAL（編劇）

2003年
- 大奧 明治篇（編劇）

2005年
- 逃亡者 木島丈一郎（日语：逃亡者 木島丈一郎）（編劇）
- 怪談特集（日语：怪談スペシャル）「化貓」（編劇）

2007年
- 明智光秀 ～不被神愛的男人～（日语：明智光秀〜神に愛されなかった男〜）（編劇）
- 島根的律師（日语：島根の弁護士）（編劇）

2010年
- 刑警鳴澤了 ～東京恐怖風暴24小時～（日语：刑事・鳴沢了シリーズ）（編劇）

2011年
- BOSS 2nd Season（第6話編劇協力）

2012年
- 深夜大搜查線 THE FINAL（日语：深夜も踊る大捜査線 湾岸署史上最悪の3人!#深夜も踊る大捜査線 THE FINAL）（編劇）

## 著書

### 小說
- （著：十川誠志，朝日Sonorama（日语：朝日ソノラマ），1991年，〈Sonorama Novels（日语：朝日文庫）〉)
- 小說 穴光假面（原作：永井豪、文：十川誠志，朝日Sonorama，1991年，〈Sonarama文庫（日语：ソノラマ文庫）〉)
- 火星（日语：マーズ (漫画)）1 -Silent Crisis-（著：十川誠志、原作：橫山光輝，朝日Sonorama，1994年，〈Sonorama文庫〉)
- 火星2 -Silent Armageddon-（著：十川誠志、原作：橫山光輝，朝日Sonorama，1994年，〈Sonorama文庫〉)
- 大奧 （編劇：淺野妙子、十川誠志，小泉菫小說，角川書店，2003年，)

### 漫畫原作
- 歷史漫畫、歷史人物系列
  - 劇畫本龍馬：（原作：十川誠志、劇畫：田中正仁（日语：田中正仁），日本文藝社（日语：日本文芸社），1993年，〈Goraku Comics（日语：ゴラク・コミックス）〉）
  - 劇畫德川家康：（原作：十川誠志、劇畫：川石鐵矢，日本文藝社，1993年，〈Goraku Comics〉）
  - 劇畫楠木正成：（原作：十川誠志、劇畫：秋山耕輝，日本文藝社，1993年，〈Goraku Comics〉）
  - 劇畫琉球王朝（原作：十川誠志、劇畫：木村周司，日本文藝社，1993年，〈Goraku Comics〉）
  - 劇畫源義經：（著：十川誠志、劇畫：秋山耕輝，日本文藝社 1994年，〈Nichibun Comics〉）
- 源義經（劇畫：秋山耕輝、原作：十川誠志、監修：尾崎秀樹，世界文化社，2005年，〈Alibaba Comics〉)

## 腳註

## 相關項目
- 日本動畫師列表（日语：アニメ関係者一覧）